# Evergestis marocana
Evergestis marocana é uma espécie de insetos lepidópteros, mais especificamente de traças, pertencente à família Crambidae.
A autoridade científica da espécie é D. Lucas, tendo sido descrita no ano de 1856.
Trata-se de uma espécie presente no território português.